# Поройніка
Поройніка (рум. Poroinica) — село у повіті Димбовіца в Румунії. Входить до складу комуни Метесару.
Село розташоване на відстані 57 км на північний захід від Бухареста, 29 км на південь від Тирговіште, 134 км на схід від Крайови, 111 км на південь від Брашова.

## Населення
За даними перепису населення 2002 року у селі проживали 919 осіб, усі — румуни. Усі жителі села рідною мовою назвали румунську.